# 大門広小路
大門広小路（だいもんひろこうじ）とは、北海道函館市松風町にあるグリーンベルトの私称である。はこだてグリーンプラザ（通称・大門グリーンプラザ）。

## 概要
1952年（昭和27年）、電車道（国道278号）から共愛会前広場までの商店街に名付けた私称である。大正年間は万歳館通り、1945年（昭和20年）以降「闇市通り」や「自由市場通り」とも呼ばれており、これらも私称である。1973年（昭和48年）に函館市が函館の市民や観光客が集い、憩い、楽しめる多目的広場「はこだてグリーンプラザ（通称・大門グリーンプラザ）」として整備、2001年度（平成13年度）から2003年（平成15年度）にかけてリニューアルを実施した通りと広場である。

## 歴史
1934年発生の昭和9年函館大火後の函館復興都市区画整理事業によって防火帯として整備された「都市計画道路3・2・14広小路」の一部区間で、1941年（昭和16年）つぶ売りなどの屋台が集められ指定地とされていたが戦時下は休業状態であった。それが戦後いつの間にか闇市として賑わった。露天商といっても、以前からの露天商は案外少なく、大部分は失業者で引揚者や旧植民地の朝鮮人も多かった。
配給制に対する「闇」ではあったが市民生活を支えた。警察は違反行為ではあるが戦時下に強圧的に抑制されていた消費動向が、積極化してきていたこともあり水を差さないよう静観をしていた。しかし悪徳業者が存在し、露店商組合の組合長も、市民の迷惑となる悪質者は、この「縄張」には入れないと明言するほど悪化し、社会秩序という面からの世論の圧力と連合国軍最高司令官総司令部（GHQ）の指示によって、取締りを強化しはじめ、1946年（昭和21年）1月についに露天商と警察官の間で乱闘事件が起きた。この事件の反省として「闇」から「自由市場」へと転換をはかることになり、徐々に統制された自治組織へと改組され、青空市場から集団で店を構えるマーケット形態が登場した。
乱闘事件の様子は北海道新聞が1946年（昭和21年）1月25日付けにて報じている。函館警察署は同年1月24日午後2時30分より第5回取締りを開始、朝鮮人露天商達が「朝鮮人だけの取締りは公正ではない」と抗議、松風町、若松町界隈が1時間あまり大混乱になった。アメリカ軍憲兵隊（Military policeでMP）が応援出動し鎮圧されたが、結局2名の死者と50余名の重軽傷者を出した。背景には戦勝国民として振る舞う一部の朝鮮人に対する敗戦国民の日本人の複雑な意識や感情が存在していた。なお、北海道新聞昭和20年10月16日付けによると、当時函館、渡島、檜山に住んでいる朝鮮人は大体1万人程度で、そのうち8割程度は帰国を希望していた。

## 主な使用イベント
- 函館塩ラーメンサミット[2]
- 大門祭[2]
- はこだてグルメサーカス[2]
- 函館港まつり - 露店[9]

## 記念碑
- 月光仮面像 - 月光仮面の原作者・川内康範が函館市出身のため[10]